# Xylotrechus
Xylotrechus es un género de insecto coleóptero de la familia Cerambycidae, tribu Clytini, con alrededor de 200 especies. Miden de 8 a 25 mm. En general son de distribución holártica.

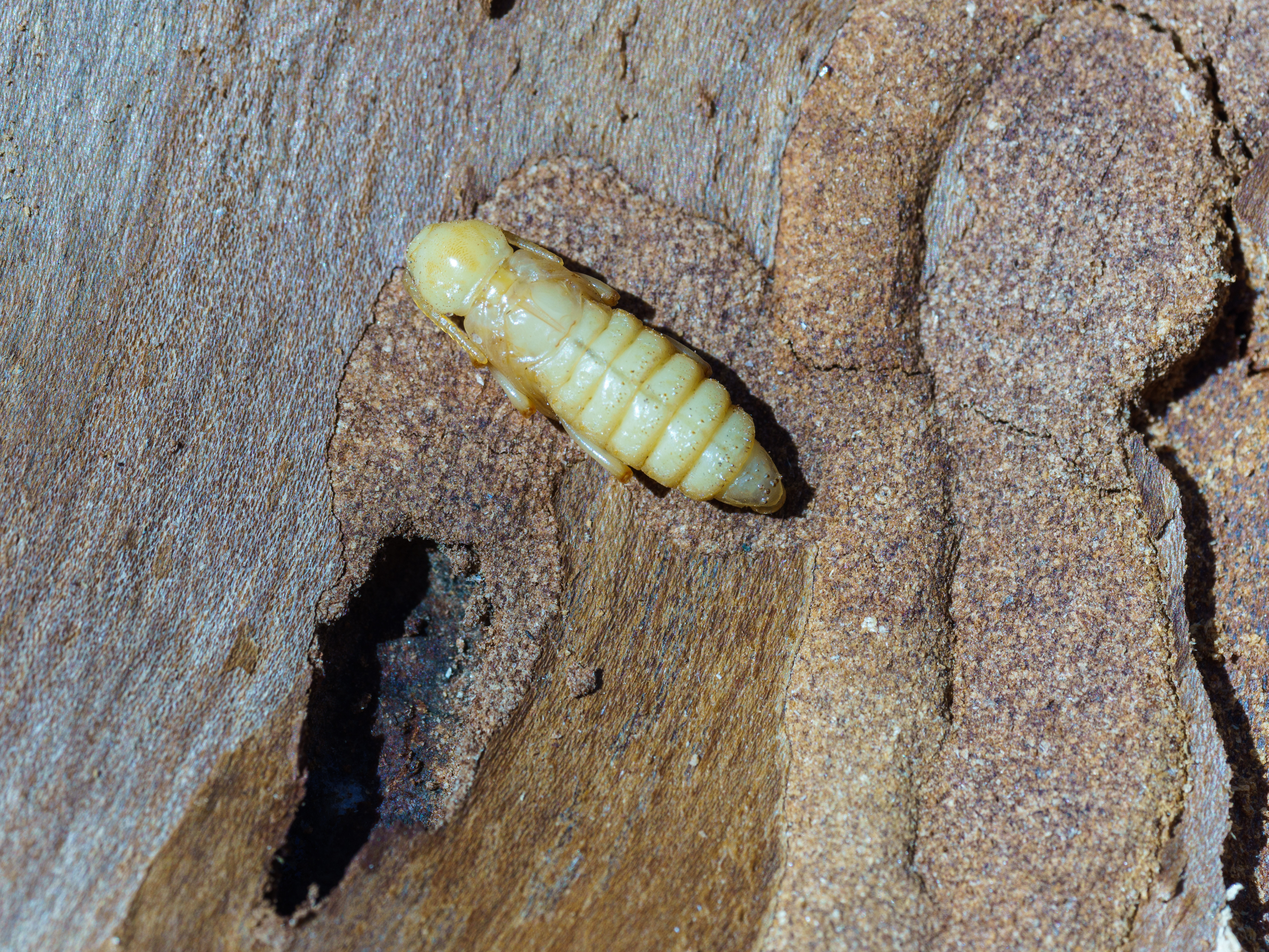
Xylotrechus rusticus larva

## Especies
Las especies de este género son:
- Xylotrechus abyssinicus Pic, 1925
- Xylotrechus aceris Fisher, 1917
- Xylotrechus adspersus (Gebler, 1830)
- Xylotrechus aedon Jordan, 1903
- Xylotrechus affinis Gahan, 1906
- Xylotrechus alakolensis Karpiński & Szczepański, 2018
- Xylotrechus albolatifasciatus Makihara, 1979
- Xylotrechus albonotatus Casey, 1912
- Xylotrechus altaicus (Gebler, 1836)
- Xylotrechus anguliferus Jordan, 1894
- Xylotrechus annobonae Aurivillius, 1910
- Xylotrechus antennarius Heller, 1926
- Xylotrechus antilope (Schönherr, 1817)
- Xylotrechus apiceinnotatus Pic, 1937
- Xylotrechus arnoldii Kostin, 1974
- Xylotrechus arunensis Holzschuh, 1982
- Xylotrechus arvicola (Olivier, 1795)
- Xylotrechus asteius Holzschuh, 2009
- Xylotrechus atrolineatus Pic, 1917
- Xylotrechus atronotatus Pic, 1917
- Xylotrechus aureounifasciatus Wakejima, 2006
- Xylotrechus australis (Castelnau & Gory, 1841)
- Xylotrechus badachschanicus Tippmann, 1958
- Xylotrechus basifuliginosus Heller, 1926
- Xylotrechus bicoloricornis Pic, 1925
- Xylotrechus bifenestratus Pic, 1916
- Xylotrechus biimpressus Aurivillius, 1924
- Xylotrechus bilyi Holzschuh, 2003
- Xylotrechus binotaticollis Gressitt, 1939
- Xylotrechus boreosinicus Gressitt, 1951
- Xylotrechus bowditchi Hopping, 1928
- Xylotrechus brevicillus Chevrolat, 1863
- Xylotrechus brixi Gressitt & Rondon, 1970
- Xylotrechus buqueti (Castelnau & Gory, 1841)
- Xylotrechus canus Holzschuh, 2003
- Xylotrechus capricornus (Gebler, 1830)
- Xylotrechus carenifrons (Castelnau & Gory, 1841)
- Xylotrechus carinicollis Jordan, 1895
- Xylotrechus chhetrii Holzschuh, 1989
- Xylotrechus chinensis (Chevrolat, 1852)
- Xylotrechus chujoi Hayashi, 1960
- Xylotrechus clabauti Gressitt & Rondon, 1970
- Xylotrechus clarinus Bates, 1884
- Xylotrechus clavicornis Pic, 1927
- Xylotrechus colonus (Fabricius, 1775)
- Xylotrechus consocius Gahan, 1906
- Xylotrechus contusus Holzschuh, 2003
- Xylotrechus convergens LeConte, 1873
- Xylotrechus coquerelii Fairmaire, 1871
- Xylotrechus crucicollis Chevrolat, 1863
- Xylotrechus cuneipennis (Kraatz, 1879)
- Xylotrechus curtithorax Pic, 1922
- Xylotrechus dalatensis Pic, 1928
- Xylotrechus daoi Gressitt & Rondon, 1970
- Xylotrechus deletus Lameere, 1893
- Xylotrechus demonacioides Dauber, 2006
- Xylotrechus demonacius Gahan, 1907
- Xylotrechus difformis Holzschuh, 1983
- Xylotrechus discors Gahan, 1906
- Xylotrechus diversenotatus Pic, 1930
- Xylotrechus diversepubens Pic, 1930
- Xylotrechus diversesignatus Pic, 1908
- Xylotrechus djoukoulanus Pic, 1920
- Xylotrechus dominulus (White, 1855)
- Xylotrechus durangoensis Chemsak & Linsley, 1974
- Xylotrechus emaciatus Bates, 1884
- Xylotrechus fluctuosus (Pascoe, 1869)
- Xylotrechus formosanus Schwarzer, 1925
- Xylotrechus fragilis Jordan, 1903
- Xylotrechus gahani Duvivier, 1891
- Xylotrechus gazellinus Gressitt, 1959
- Xylotrechus gemellus Casey, 1893
- Xylotrechus gestroi Gahan, 1894
- Xylotrechus goetzi Heyrovský, 1970
- Xylotrechus grayii (White, 1855)
- Xylotrechus hampsoni Gahan, 1890
- Xylotrechus hircus (Gebler, 1825)
- Xylotrechus hovorei Swift, 2007
- Xylotrechus humeralis Aurivillius, 1928
- Xylotrechus hypoleucus Pascoe, 1869
- Xylotrechus ibex (Gebler, 1825)
- Xylotrechus idoneus Gahan, 1907
- Xylotrechus imperfectus Chevrolat, 1863
- Xylotrechus incurvatus (Chevrolat, 1863)
- Xylotrechus innotatithorax Pic, 1927
- Xylotrechus insignis LeConte, 1873
- Xylotrechus integer (Haldeman, 1847)
- Xylotrechus iteratus Pascoe, 1869
- Xylotrechus janbar Niisato & Ohbayashi N., 2002
- Xylotrechus javanicus (Castelnau & Gory, 1841)
- Xylotrechus kayoensis Mitono & Kira, 1943
- Xylotrechus khampaseuthi Holzschuh, 2007
- Xylotrechus klapperichi Gressitt, 1951
- Xylotrechus kosempoensis Heyrovský, 1955
- Xylotrechus kuatunensis Gressitt, 1951
- Xylotrechus latefasciatus Pic, 1936
- Xylotrechus lateralis Gahan, 1906
- Xylotrechus lautus (Matsushita, 1933)
- Xylotrechus lengii Schaeffer, 1908
- Xylotrechus lepesmei Pic, 1950
- Xylotrechus liciatulus Holzschuh, 2006
- Xylotrechus liliputanus Holzschuh, 2009
- Xylotrechus longitarsis Casey, 1912
- Xylotrechus longithorax Pic, 1922
- Xylotrechus luzonicus Aurivillius, 1928
- Xylotrechus maculicollis (Dalman, 1817)
- Xylotrechus magnificus Pic, 1922
- Xylotrechus majeri Holzschuh, 2003
- Xylotrechus medvedevi Danilevsky, 2009
- Xylotrechus mehli Dauber, 2004
- Xylotrechus mindanaonis Aurivillius, 1928
- Xylotrechus mixtus Plavilstshikov, 1940
- Xylotrechus moriutii Niisato, 1990
- Xylotrechus mormonus (LeConte, 1861)
- Xylotrechus mucidulus Holzschuh, 2009
- Xylotrechus multiimpressus Pic, 1911
- Xylotrechus multinotatus Pic, 1904
- Xylotrechus multisignatus Pic, 1915
- Xylotrechus nigrosulphureus Gressitt, 1940
- Xylotrechus nitidus (Horn, 1860)
- Xylotrechus nodieri Pic, 1933
- Xylotrechus nunenmacheri Van Dyke, 1920
- Xylotrechus obliteratus LeConte, 1873
- Xylotrechus ocellatus (Castelnau & Gory, 1841)
- Xylotrechus oculicollis Fairmaire, 1887
- Xylotrechus ogasawarensis Matsushita, 1931
- Xylotrechus olexai Holzschuh, 1992
- Xylotrechus paulocarinatus Pic, 1930
- Xylotrechus pavlovskii Plavilstshikov, 1954
- Xylotrechus perakensis Dauber, 2006
- Xylotrechus pici Heyrovský, 1935
- Xylotrechus pilosus Aurivillius, 1927
- Xylotrechus polyzonus (Fairmaire, 1888)
- Xylotrechus prolixus Fairmaire, 1871
- Xylotrechus pulcher Aurivillius, 1911
- Xylotrechus pyrrhoderus Bates, 1873
- Xylotrechus quadrimaculatus (Haldeman, 1847)
- Xylotrechus quadripes Chevrolat, 1863
- Xylotrechus quadrisignatus Pic, 1927
- Xylotrechus quattuordecimmaculatus Guo & Chen, 2002
- Xylotrechus quercus Schaeffer, 1905
- Xylotrechus ranauensis Dauber, 2003
- Xylotrechus reconditus Holzschuh, 2009
- Xylotrechus reductemaculatus Hayashi, 1962
- Xylotrechus regina Pascoe, 1869
- Xylotrechus reginae Aurivillius, 1893
- Xylotrechus retractus Holzschuh, 1998
- Xylotrechus robusticollis (Pic, 1936)
- Xylotrechus robustus Hopping, 1941
- Xylotrechus rosinae Dauber & Hawkeswood, 1993
- Xylotrechus rouyeri Pic, 1925
- Xylotrechus ruficollis Hintz, 1919
- Xylotrechus rufilius Bates, 1884
- Xylotrechus rufoapicalis Pic, 1926
- Xylotrechus rufobasalis Pic, 1937
- Xylotrechus rufonotatus Gressitt, 1936
- Xylotrechus rusticus (Linné, 1758)
- Xylotrechus sagittatus (Germar, 1821)
- Xylotrechus sandakanus Aurivillius, 1927
- Xylotrechus sartorii (Chevrolat, 1860)
- Xylotrechus sauteri Schwarzer, 1925
- Xylotrechus savioi Pic, 1935
- Xylotrechus schaefferi Schott, 1925
- Xylotrechus schweisi Holzschuh, 1995
- Xylotrechus sciamai Gressitt & Rondon, 1970
- Xylotrechus scrobipunctatus Dauber, 2003
- Xylotrechus securus Holzschuh, 2009
- Xylotrechus sellatus Hintz, 1911
- Xylotrechus semimarginatus Pic, 1928
- Xylotrechus shimomurai Ikeda, 1994
- Xylotrechus sikangensis Gressitt, 1942
- Xylotrechus smei (Castelnau & Gory, 1841)
- Xylotrechus stebbingi Gahan, 1906
- Xylotrechus subcarinatus Gardner, 1939
- Xylotrechus subdepressus (Chevrolat, 1863)
- Xylotrechus subditus Chevrolat, 1863
- Xylotrechus subscutellatus Chevrolat, 1863
- Xylotrechus suzukii Holzschuh, 1984
- Xylotrechus takakuwai Kusama, 1977
- Xylotrechus tanoni Gressitt & Rondon, 1970
- Xylotrechus tephrinus Holzschuh, 2009
- Xylotrechus tetersus Holzschuh, 2003
- Xylotrechus trimaculatus Pic, 1922
- Xylotrechus trinotatus Pic, 1925
- Xylotrechus tristisfacies Yang & Yang 2017
- Xylotrechus undulatus (Say, 1824)
- Xylotrechus uniannulatus Pic, 1925
- Xylotrechus vagefasciatus Dauber, 2004
- Xylotrechus variegatus Gressitt & Rondon, 1970
- Xylotrechus variicollis (Fairmaire, 1883)
- Xylotrechus variolaris Holzschuh, 2009
- Xylotrechus velutinus (MacLeay, 1886)
- Xylotrechus villioni (Villard, 1892)
- Xylotrechus vinnulus Holzschuh, 1993
- Xylotrechus vitalisi Pic, 1922
- Xylotrechus wauthieri Gressitt & Rondon, 1970
- Xylotrechus wenii Han & Niisato, 2010
- Xylotrechus yanoi Gressitt, 1934
- Xylotrechus zaisanicus Plavilstshikov, 1940
- Xylotrechus zanonianus Gressitt & Rondon, 1970
- Xylotrechus zebratus Matsushita, 1938